# Valery Larbaud

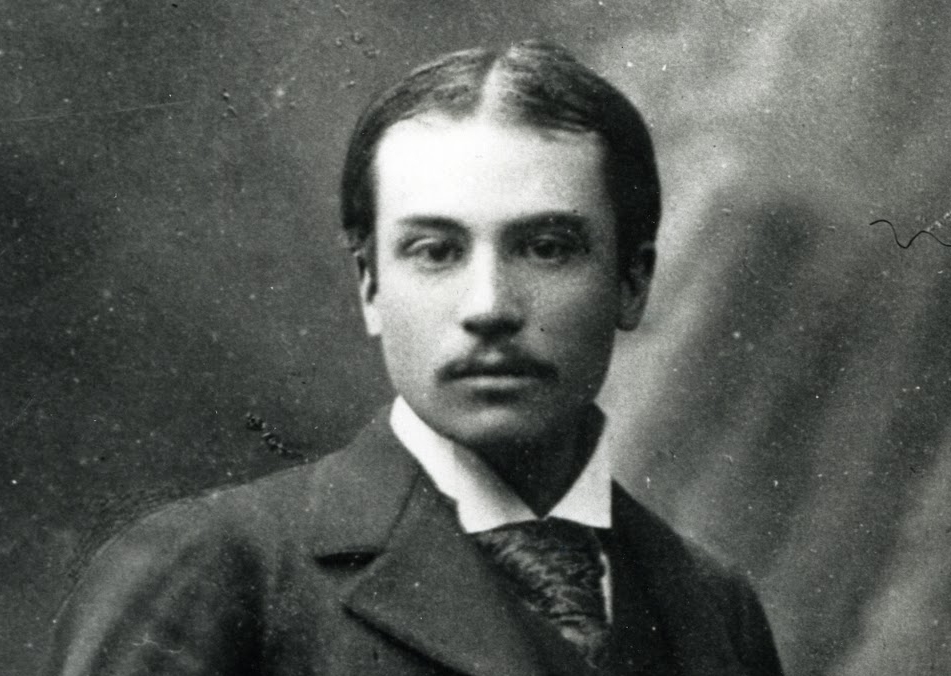
Valery Larbaud

Valery Larbaud (* 29. August 1881 in Vichy; † 2. Februar 1957 ebenda) war ein französischer Schriftsteller, Übersetzer und Literaturkritiker.

## Leben
Valery Larbaud wurde als Sohn des Apothekers Nicolas Larbaud und dessen Gattin Isabelle geb. Bureau des Etivaux geboren. Der Vater, der bereits 1889 starb, hatte die Saint-Yorre-Quelle entdeckt und war durch deren Verwertung ein wohlhabender Mann geworden. Valery Larbaud lehnte sich früh gegen den bürgerlich-protestantischen Geist im Haus seiner Mutter auf und trat 1910 zum Katholizismus über.
Mit 17 Jahren unternahm er bereits weite Reisen, die ihn nach England, Italien, Deutschland, Russland und Skandinavien führten. Larbaud studierte in Paris Sprachen und erhielt die Lehrberechtigung für Englisch und Deutsch. Am Ersten Weltkrieg nahm er infolge seines schwachen Gesundheitszustandes nicht teil und hielt sich in Spanien auf. In den 1920er Jahren lebte er als vermögender Dandy fast nur in Hotels und Schlafwagen.
1936 erlitt Larbaud einen schweren Schlaganfall, der zur Bewegungs- und Sprechunfähigkeit führte. Bis zu seinem Tod laborierte er an den Folgen, die ihn nahezu hilflos machten. Er starb 1957 im Alter von 75 Jahren in Vichy und fand auf dem dortigen Friedhof seine letzte Ruhestätte.

## Leistungen
Larbaud übersetzte Werke aus dem Englischen, Spanischen und Italienischen ins Französische. Wiewohl im persönlichen Umgang zurückhaltend, machte er auch als vehementer Literaturkritiker von sich reden. André Gide, Léon-Paul Fargue, Charles-Louis Philippe und James Joyce war er freundschaftlich verbunden. Jean Cocteau nannte ihn den „Geheimagenten der Literatur“.
Zu den von Larbaud übersetzten Autoren gehören Samuel Butler, Joseph Conrad, William Faulkner und Ramón Gómez de la Serna; an der französischen Version des Ulysses von James Joyce hatte er wesentlichen Anteil.
Sein Tagebuch führte Larbaud jahrelang auf Englisch. Nachdem er Privates herausgeschnitten oder unleserlich gemacht hatte, gab er es erstmals 1922 auszugsweise in den Druck.

## Werke
Briefe
- Herbert Dieckmann u. a. (Hrsg.): Deutsch-französische Gespräche 1920-1950. La correspondance de Ernst Robert Curtius avec André Gide, Charles de Bois et Valery Larbaud. Klostermann, Frankfurt 1980, ISBN 3-465-01414-6 (Das Abendland / Neue Folge; 11).
- Jean Joinet (Hrsg.): Lettres d'Italie. Editions des Cendrees, Vichy 2001, ISBN 2-86742-096-2.
- Françoise Lioure (Hrsg.): Correspondance 1912-1924. Edition Paulhan, Paris 2006, ISBN 2-912222-23-0.
- Jean-Philippe Segonds (Hrsg.): Correspondance 1920-1957. Gallimard, Paris 2010, ISBN 978-2-07-075295-9.
- Marco Sonzogni (Hrsg.): „Caro Maestro e Amico“. Archinto Mailard, Paris 2003, ISBN 88-7768-291-4.

Prosa
- Übers. Eugen Helmlé: Die Farben Roms („Au couleurs de Rome“). Frankfurter Verlagsanstalt, Frankfurt 1992, ISBN 3-627-10140-5
- Übers. Nino Erné: Fermina Márquez. Roman („Fermina Márquez“). Ullstein, Frankfurt 1992, ISBN 3-548-30250-5
- Übers. Nino Erné: Glückliche Liebende („Amants, heureux amants“). Piper, München 1989, ISBN 3-492-10691-9
- Übers. Hans Georg Brenner: Kinderseelen. Erzählungen („Enfantines“). Piper, München 1988, ISBN 3-492-10754-0
- Übers. Ferdinand Hardekopf: Rachel Frutiger. In: Französische Liebesgeschichten (Anthologie). Büchergilde Gutenberg, Zürich 1951, S. 267–273
- Übers. Max Rychner: Lob von Paris („Paris de France“). Neue Schweizer Rundschau, Zürich 1930
- Übers. Georg Goyert: Sämtliche Werke des A. O. Barnabooth („A. O. Barnabooth, ses oeuvres complètes, c'est-à-dire un conte, ses poésies et son journal intime“). Ullstein, Frankfurt 1986, ISBN 3-548-37052-7. Zuerst: A. O. Barnabooth. Tagebuch eines Milliardärs. dtv, München 1962
- Übers. Annette Kolb: Sankt Hieronymus. Schutzpatron der Übersetzer („Sous l'invocation de Saint Jérôme“). Kösel, München 1954 (Auszug von 63 Seiten)[1]

Tagebuch
- Journal. Édition définitive. Gallimard, Paris 2009, ISBN 978-2-07-075695-7

Werkausgabe
- Œuvres. Gallimard, Paris 1998, ISBN 2-07-010300-5. Bibliothèque de la Pléiade, 125

## Notizen
1. ↑  in Frz. mehrere Neuaufl., auch Œuvres, Bd. 8, 405 S. Siehe unten: Weblinks

| Personendaten    | Personendaten                                      |
| ---------------- | -------------------------------------------------- |
| NAME             | Larbaud, Valery                                    |
| ALTERNATIVNAMEN  | Barnabooth, A. O. (Pseudonym)                      |
| KURZBESCHREIBUNG | französischer Schriftsteller und Literaturkritiker |
| GEBURTSDATUM     | 29. August 1881                                    |
| GEBURTSORT       | Vichy                                              |
| STERBEDATUM      | 2. Februar 1957                                    |
| STERBEORT        | Vichy                                              |